# Dollie de Luxe
Dollie de Luxe — норвезький поп-дует, який став лауреатом музичної нагороди «Spellemannprisen» за дебютний альбом «Første Akt». 1984 року Dollie de Luxe представляв Норвегію на конкурсі «Євробачення».

## Історія
Невдовзі після виступу Бенедікте Адріан й Інгрід Бйорнов на передачі в 1979 році вони підписали контракт зі звукозаписувальною компанією «dB Records». Перший дебютний альбом «Første Akt» вийшов у 1980, який став золотим. У тому ж році гурт став лауреатом музичної премії «Spellemannprisen». Альбом «Dollies dagbok» не став таким успішним як перший. Його позиція в норвезькому музичному чарті була 10.
У 1981 році дует взяв участь у національному відборі Melodi Grand Prix на конкурс «Євробачення». Виступивши з піснею «1984», вони посіли 6 місце. Спроба наступного року стати переможницями була ще менш вдалою. Їхній виступ з композицією «Det er deg jeg skal ha» набрав найменшу кількість балів. 1984 року втретє Dollie de Luxe взяли участь у Melodi Grand Prix з піснею «Lenge leve livet». Зайнявши перше місце, вони стали представниками Норвегії на «Євробаченні» 1984 року. Виступ у Люксембурзі не отримав високих оцінок: 8 балів поставила Швеція, 7 — Люксембург, 6 — Фінляндія, 3 — Ірландія, по 2 — Німеччина та Швейцарія, 1 — Бельгія. Дует отримав 29 балів і зайняв 17 місце.
Альбоми Dollie de Luxe «Rock vs. Opera» (1985) та «Which Witch» (1987) стали срібними. 1992 року в Лондоні показали мюзикл «Which Witch», авторами якого були Бенедікте Адріан й Інгрід Бйорнов. Після виходу альбому «Adrian/Bjørnov» співачки виступають сольно.

## Дискографія

### Альбоми
- 1980: Første Akt
- 1981: Dollies dagbok
- 1982: First Act
- 1982: Rampelys
- 1984: Dollie de Luxe
- 1985: Rock vs. Opera
- 1987: Which Witch
- 1990: Which Witch på Slottsfjellet
- 1995: Prinsessens utvalgte
- 1999: Adrian/Bjørnov

### Компіляції
- 2001: Dollies beste